# На Киевском направлении
«На Киевском направлении» — советский военный художественный фильм, снятый в 1967 году режиссёром Владимиром Денисенко на киностудии им. А. Довженко.
Премьера фильма состоялась в 1968 году.

## Сюжет
Фильм о героизме советских солдат, офицеров, моряков Днепровской флотилии и простых людей в самые страшные и трагичные дни начала Великой Отечественной войны. Об обороне столицы Украины — Киева с июля 1941 года до захвата города немецкими оккупантами 19 сентября 1941.
О сражениях между группой армий «Юг» под командованием фельдмаршала Рундштедта и противостоящим им войскам Юго-Западного фронта генерала-полковника М. П. Кирпоноса, погибшего в ходе обороны Киева.
В ходе героической обороны столицы Украины погибло и было взято в плен немцами более 700 тыс. человек (в среднем, по 8543 в сутки).
Режиссёр Владимиром Денисенко планировал снять двухсерийный фильм. В первой серии фильма «На Киевском направлении» запечатлеть героическую оборону Киева в первые месяцы войны и раскрыть горькую правду о гибели армии Кирпоноса, которая «оттянула» на себя танковую армию Гудериана, «маршем» двигавшуюся через Белоруссию на Москву. Все обращения генерала Кирпоноса к Сталину о необходимости поддержки фронта оставались без ответа — штаб армии погиб при выходе из окружения. Во второй серии фильма, по воспоминаниям жены режиссёра Галины Денисенко, он хотел показать борьбу киевлян против преступных попыток оккупантов уничтожить фрески Софийского собора, трагедию Бабьего Яра, правду об освобождении Киева, однако руководители ЦК КПУ не позволили этого сделать, сославшись на «неактуальность».

## В ролях
- Анатолий Барчук — Алексей Славута, полковник, военный корреспондент
- Виталий Розстальный — Андрей Остапович Славута, генерал-майор (роль озвучил Павел Морозенко)
- Степан Олексенко — Иван Славута
- Виктор Мизиненко — Остап Иванович
- Полина Куманченко — Настя Прокофьевна
- Наталия Наум — Устина, директор школы, жена Алексея
- Валентина Гришокина — Наталья
- Виктор Мирошниченко — Павел Ревенко
- Нила Крюкова — Анна
- Николай Яковченко — Павел Лаврин, сторож
- Яков Козлов — Каменецкий
- Светлана Кузьмина — Шура
- Фёдор Панасенко — Кузьма
- Валерий Бессараб — Василий Глушеня, капитан
- Виктор Баенко — Лознюк, подполковник
- Константин Степанков — Михаил Петрович Кирпонос, генерал-полковник, командующий Юго-Западным фронтом
- Михаил Державин — Василий Иванович Тупиков, генерал-майор, начальник штаба армии
- Лесь Сердюк — Бурмистенко, секретарь ЦК КП Украины
- Армен Джигарханян — Иван Христофорович Баграмян, генерал-майор
- Виктор Черняков — представитель штаба фронта
- Алим Федоринский — Евгений Соколов, корреспондент кинохроники
- Иван Миколайчук — Ондрей